# Banumas
Banumas is een bestuurslaag in het regentschap Ogan Komering Ulu van de provincie Zuid-Sumatra, Indonesië. Banumas telt 3089 inwoners (volkstelling 2010).